# 伍古腊
伍古腊（1900年—1972年），又名方正克，男，傣族，云南盈江人，中国佛教僧人、佛经学者，曾任中国佛教协会副会长。